# Хрисополис (Струма)
Хрисополис или Хрисуполис (на гръцки: Χρυσόπολις, Χρυσούπολις) е средновековен град, разположено в устието на река Струма (Стримон), Северна Гърция.

## Местоположение
Хрисополис е разположен в устието на Струма.

## История
От VII век нататък раннохристиянският Амфиполис започва да запада и нов град в района го наследява. Градът се споменава за първи път в края на Χ век в документи, свързани с имотите на светогорските манастири. Арабският пътешественик Мохамед ал-Идриси в ΧΙΙ век го описва като крайморски град между Рендина и Христуполис. Също така се споменава заедно с Перитор в хрисовула от 1082 година, с който Алексий I Комнин предоставя различни византийски пристанища на Венецианската република, което предполага, че е било активно търговско пристанище. Възможно е обаче това развитие да е и причината това малко пристанище на Амфиполис да се превърне във важно пристанище, но и важен сухопътен център, тъй като тук е било основното пресичане на Струма по пътя за Константинопол.
Крепостта в сегашния си вид е в по-голямата си част градеж от първата половина на XIV век. Приписва се на Андроник III Палеолог (1328-1341), който по време на първата Византийската гражданска война (1321 – 1328) иска да укрепи защитата на областите, които притежава. Към първоначалния участък с цитаделата е добавен още един, което значително разширява площта на града. В 1357 година император Йоан V Палеолог го дарява на братята Алексий и Йоан, които го отвоюват от сърбите и стават господари на голяма област в Централна Македония.
Градът продължава да процъфтява след османското завоевание около 1380 година и изглежда е запазил значението си на търговски център и междинна станция по пътя Солун - Константинопол. През 1553 година градът отново се споменава по име, но е представен като изоставен.
В края на XVIII и началото на XIX век в района се забелязва нов разцвет на стопанска и търговска дейност. Тук съществува малко пристанище с името Чаязи - турското име за устието на реката.

## Описание
Запазени са малко части от укрепеното заграждение, но очертанята на стената могат да се проследят. Северната страна се простира по протежение на лагуната, като следва бреговата линия в карирана линия, докато останалите три образуват правоъгълник. От западната страна има порта, която вероятно е водила към пресичането на реката. Втора порта, между две здрави кули, съществува от източната страна, където е запазена част от стената с кули. Може би тук е била главната порта на града, свързваща го със сухоземните пътища. Кулите са квадратни с вход, по-висок от земята. До портата от западната страна на замъка е имало полукръгла кула или с издигната арка. В най-южната точка е запазена кула на височина около 5 метра, която е най-добре запазеният елемент от укреплението.